# Timothey N'Guessan

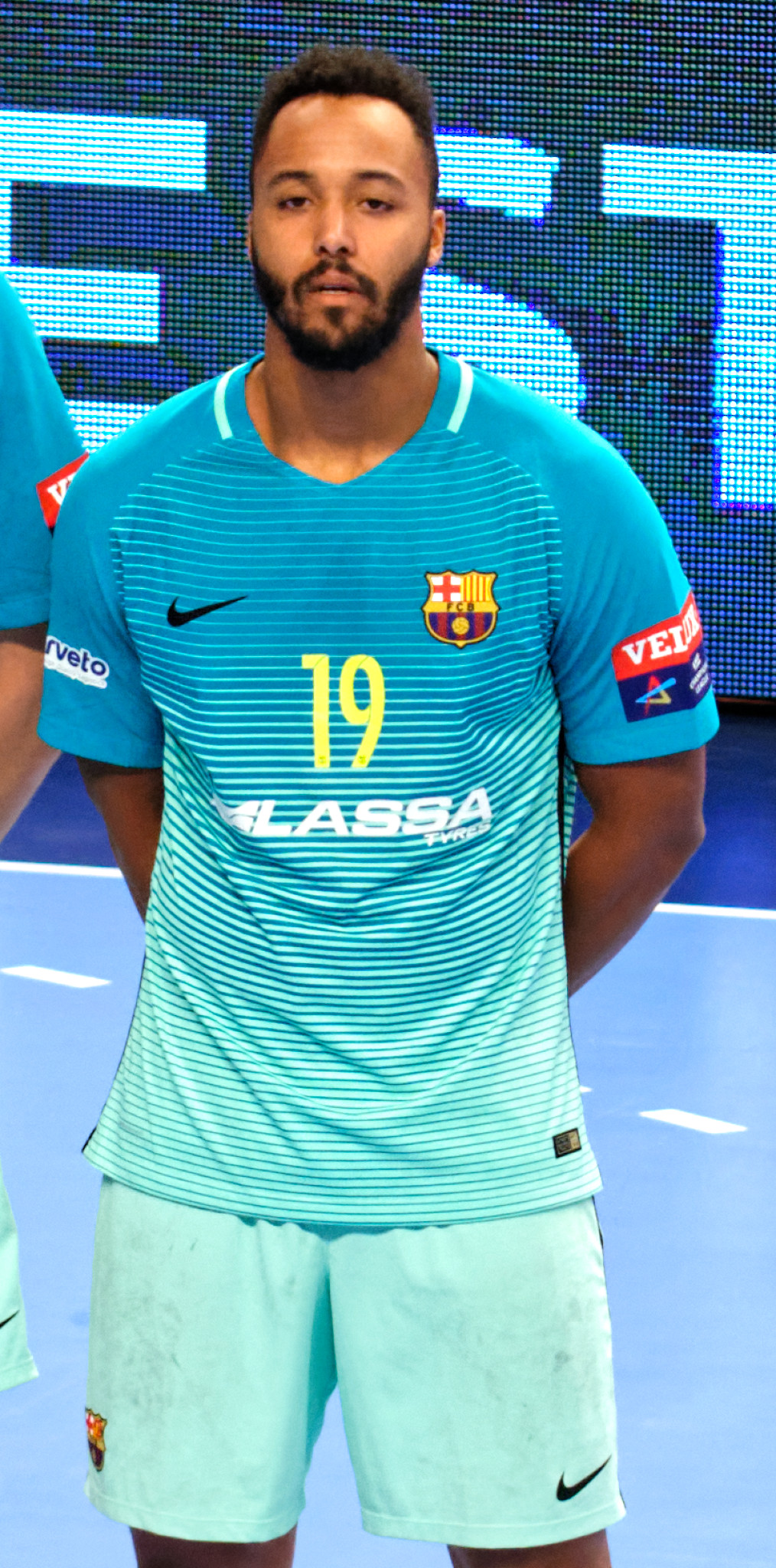
Timothey N'Guessan, 2016.

Timothey N'Guessan, född 18 september 1992 i Massy, Seine-Maritime, är en fransk handbollsspelare (vänsternia). Han spelar sedan 2016 för spanska FC Barcelona.

## Klubbar
- Chambéry Savoie HB (2011–2016)
- FC Barcelona (2016–)

## Utmärkelser
- Riddare av Nationalförtjänstorden,  30 november 2016[1]
- Riddare av Hederslegionen,  8 september 2021[2]

[Redigera Wikidata]